# Liste der Einträge im National Register of Historic Places im Canadian County
Diese Liste der Einträge im National Register of Historic Places im Canadian County enthält alle im Canadian County, Oklahoma in das National Register of Historic Places eingetragenen Gebäude, Bauwerke, Objekte, Stätten oder historischen Distrikte.
Diese Liste entspricht dem Bearbeitungsstand des National Park Service/National Register of Historic Places vom 11. Oktober 2024.

## Legende
| NRHP | Historic Place             |
| HD   | National Historic District |

## Aktuelle Einträge
| [ 2 ] | Name                                             | Bild                                       | Eintragsdatum                 | Lage                                                                                              | Ort        | Beschreibung |
| ----- | ------------------------------------------------ | ------------------------------------------ | ----------------------------- | ------------------------------------------------------------------------------------------------- | ---------- | ------------ |
| 1     | Avant’s Cities Service Station                   | Avant’s Cities Service Station             | 2. März 2004 ID-Nr. 04000131  | 220 S. Choctaw 35° 31′ 53″ N, 97° 57′ 17″ W                                                       | El Reno    |              |
| 2     | Bridgeport Hill Service Station                  |                                            | 5. Dez. 2003 ID-Nr. 03001239  | an der Straßenkreuzung der Old U.S. Route 66 und der U.S. Route 281 35° 33′ 3″ N, 98° 16′ 36,4″ W | Geary      |              |
| 3     | Bridgeport Hill-Hydro OK 66 Segment              | Bridgeport Hill-Hydro OK 66 Segment        | 3. März 2004 ID-Nr. 04000129  | Oklahoma State Highway 66, von Hydro zur U.S. Route 281 35° 32′ 29″ N, 98° 24′ 43″ W              | Hydro      |              |
| 4     | Canadian County Jail and Stable                  | Canadian County Jail and Stable            | 14. Nov. 1995 ID-Nr. 85002790 | 300 S. Evans 35° 32′ 7″ N, 97° 57′ 19″ W                                                          | El Reno    |              |
| 5     | Carnegie Library                                 | weitere Bilder                             | 29. Aug. 1980 ID-Nr. 80003257 | 215 E. Wade Street 35° 31′ 53″ N, 97° 57′ 5″ W                                                    | El Reno    |              |
| 6     | Czech Hall                                       | Czech Hall                                 | 25. Nov. 1980 ID-Nr. 80003258 | südlich von Yukon 35° 28′ 7″ N, 97° 44′ 33″ W                                                     | Yukon      |              |
| 7     | Darlington Agency Site                           | Darlington Agency Site                     | 14. Aug. 1973 ID-Nr. 73001557 | nordwestlich von El Reno 35° 34′ 31″ N, 98° 0′ 32″ W                                              | El Reno    |              |
| 8     | El Reno High School                              | El Reno High School                        | 3. März 2000 ID-Nr. 00000179  | 407 S. Choctaw 35° 31′ 48″ N, 97° 57′ 14″ W                                                       | El Reno    |              |
| 9     | El Reno Hotel                                    | weitere Bilder                             | 21. März 1979 ID-Nr. 79001988 | 300 S. Choctaw Street 35° 31′ 52″ N, 97° 57′ 17″ W                                                | El Reno    |              |
| 10    | El Reno Municipal Swimming Pool Bath House       | El Reno Municipal Swimming Pool Bath House | 30. März 2000 ID-Nr. 00000178 | 715 S. Morrison 35° 31′ 32″ N, 97° 57′ 53″ W                                                      | El Reno    |              |
| 11    | Fort Reno                                        | weitere Bilder                             | 22. Juni 1970 ID-Nr. 70000529 | westlich und nördlich von El Reno 35° 33′ 42″ N, 98° 2′ 6″ W                                      | El Reno    |              |
| 12    | William I. and Magdalen M. Goff House            | William I. and Magdalen M. Goff House      | 8. Sep. 1988 ID-Nr. 88001317  | 506 S. Evans 35° 31′ 46″ N, 97° 57′ 21″ W                                                         | El Reno    |              |
| 13    | Jackson Conoco Service Station                   | Jackson Conoco Service Station             | 2. März 2004 ID-Nr. 04000132  | 301 S. Choctaw, (121 W. Wade) 35° 31′ 53″ N, 97° 57′ 15″ W                                        | El Reno    |              |
| 14    | Henry Lassen House                               | Henry Lassen House                         | 4. Sep. 2008 ID-Nr. 08000852  | 605 S. Hoff 35° 31′ 41,1″ N, 97° 56′ 56,9″ W                                                      | El Reno    |              |
| 15    | McGranahan Portion of the Chisholm Trail Roadbed |                                            | 14. Juni 2013 ID-Nr. 13000391 | Adresse nicht veröffentlicht                                                                      | Yukon      |              |
| 16    | Meloy House                                      | Meloy House                                | 10. Sep. 2014 ID-Nr. 14000592 | 131 W. Carson Drive 35° 22′ 52,7″ N, 97° 43′ 32,2″ W                                              | Mustang    |              |
| 17    | Mennoville Mennonite Church                      | weitere Bilder                             | 4. Okt. 1979 ID-Nr. 79001989  | nördlich von El Reno, an der U.S. Route 81 35° 38′ 20″ N, 97° 57′ 33″ W                           | El Reno    |              |
| 18    | Mulvey Mercantile                                | Mulvey Mercantile                          | 20. Sep. 1982 ID-Nr. 82003670 | 425 W. Main 35° 30′ 13″ N, 97° 44′ 35,9″ W                                                        | Yukon      |              |
| 19    | Red Cross Canteen                                | weitere Bilder                             | 5. Sep. 1975 ID-Nr. 75001560  | Rock Island Depot 35° 31′ 51″ N, 97° 57′ 29,9″ W                                                  | El Reno    |              |
| 20    | Richardson Building                              | Richardson Building                        | 6. Okt. 1983 ID-Nr. 83004164  | nordöstlich von Main und Division 35° 23′ 11″ N, 97° 56′ 2″ W                                     | Union City |              |
| 21    | Rock Island Depot                                | weitere Bilder                             | 7. März 1983 ID-Nr. 83002078  | 400 W. Wade Street 35° 31′ 52″ N, 97° 57′ 31″ W                                                   | El Reno    |              |
| 22    | St. John’s Evangelical Lutheran Church           |                                            | 30. Mai 2024 ID-Nr. 100010406 | 408 Colorado Avenue 35° 43′ 28,2″ N, 97° 58′ 48,4″ W                                              | Okarche    |              |
| 23    | Southern Hotel                                   | Southern Hotel                             | 2. Aug. 1978 ID-Nr. 78002220  | 319 S. Grand Street 35° 31′ 50″ N, 97° 57′ 27″ W                                                  | El Reno    |              |
| 24    | West Point Christian Church                      | West Point Christian Church                | 2. Sep. 1983 ID-Nr. 83002079  | südwestlich von Yukon 35° 26′ 57″ N, 97° 47′ 39,8″ W                                              | Yukon      |              |
| 25    | Yukon Public Library                             | Yukon Public Library                       | 2. Feb. 1984 ID-Nr. 84002977  | 512 Elm Street 35° 30′ 24″ N, 97° 45′ 2″ W                                                        | Yukon      |              |